# José Bonifacio dos Reis Araújo
José Bonifacio dos Reis Araújo war ein osttimoresischer Politiker, der in der indonesischen Besatzungszeit (1975–1999) für die Verwaltung arbeitete.
Araújo war 1974 Mitglied der Partei APODETI, die einen Anschluss der bisherigen Kolonie Portugiesisch-Timor an den Nachbarstaat Indonesien forderte. Im von Indonesien angezettelten Bürgerkrieg in Osttimor 1975 unterlag die APODETI zusammen mit der UDT der FRETILIN. Mitglieder der APODETI unterstützten Indonesien bei der folgenden Besetzung (1975) und Annexion Osttimors (1976) als indonesische Provinz Timor Timur.
Sein Parteifreund Arnaldo dos Reis Araújo (ob eine Verwandtschaft bestand, ist in den verfügbaren Quellen nicht angegeben) wurde 1976 Gouverneur von Timor Timur. Hinter Vizegouverneur Francisco Lopes da Cruz wurde José Bonifacio dos Reis Araújo als Sekretär der Regionalverwaltung (Sekretaris Wilayah Daerah, Sekwilda) nominell die Nummer 3 in der indonesischen Verwaltung. Er wurde aber bald durch den indonesischen Offizier J R Sinaga ersetzt.
Im Januar 1996 war Araújo Chef der osttimoresischen Agentur für die Koordination von Investitionen. 1999 endete die indonesische Besatzung.